# Demolis flavothorax
Demolis flavothorax är en fjärilsart som beskrevs av Rothschild 1910. Demolis flavothorax ingår i släktet Demolis och familjen björnspinnare. Inga underarter finns listade i Catalogue of Life.